# Nshima

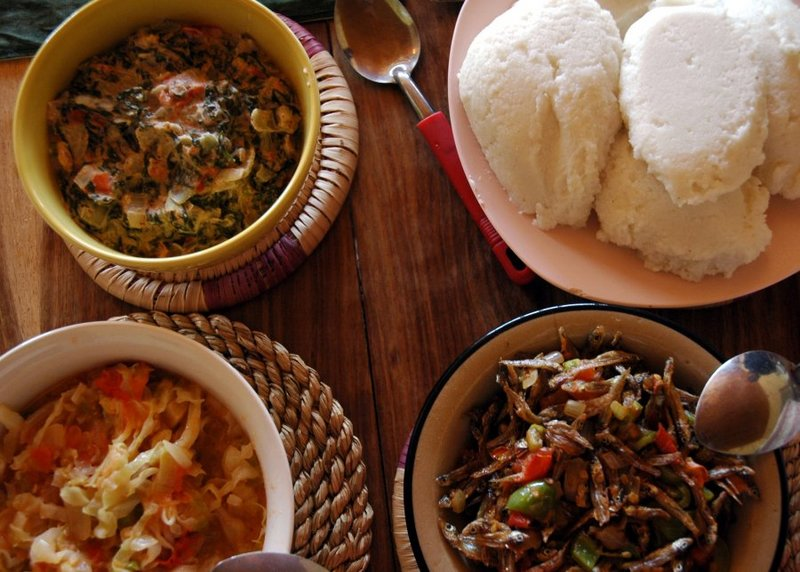
Nsima (extremo superior derecho) con tres relishes

Nshima es un platillo preparado a base de harina de maíz y agua y es uno de los alimentos básicos de Zambia (nshima/ ubwali) y Malawi (nsima).

## Denominación
El platillo es muy popular en gran parte de África donde recibe diversas denominaciones:
- Nshima o ubwali - Zambia
- Nsima - Malawi
- Sadza - Zimbabue
- Xima - Mozambique
- Ugali - Kenia, Malawi & Mozambique (idioma Yao), Tanzania (también llamado ngima en Kenia, y nguna en Tanzania)
- Poshto - Uganda
- Ubugali - Ruanda
- Bugali - República Democrática del Congo
- Meliepap/Pap - Sudáfrica
- Tuozafi (o t.z) - Ghana
- Saab - Región Oeste de Ghana
- Sakoro - Norte de Ghana
- Sakora - Norte de Nigeria
- Cuscús de Camerún - Camerún

## Historia
El maíz fue introducido en África desde América entre los siglos XVI y XVII. Anteriormente, los principales cereales consumidos en África al sur del Sahara eran el sorgo y el mijo. Los agricultores africanos rápidamente adoptaron el maíz, ya que su método de cultivo era muy similar al del sorgo con la ventaja que la cantidad de producto obtenido era considerablemente mayor. Finalmente el maíz desplazó al sorgo como el cereal más popular excepto en las zonas más secas. En Malawi hay un dicho que dice 'chimanga ndi moyo' que traducido significa 'el maíz es vida'. Aun hoy a veces el nshima/nsima es preparado con harina de sorgo aunque no es lo usual. También se puede usar en la preparación de nshima/nsima la mandioca, que también fue traída de América, sea sola o mezclada con harina de maíz. En Malawi la nsima se prepara con mandioca (chinangwa) en zonas vecinas a las costas lacustres, sin embargo cuando la cosecha de maíz no es abundante en todo el país se comercializa el nsima de mandioca.

## Preparación
Primero se hierve la harina de maíz en agua para formar un porridge. Luego se lo revuelve, para formar una pasta espesa agregando más harina. En este proceso el cocinero debe desplazar rápidamente la pasta espesa contra las paredes de la olla con una cuchara plana de madera (denominada ntiko) mientras la olla permanece en el fuego. Una vez que se ha cocido el nshima/nsima es fraccionado en porciones utilizando una cuchara de madera llamada chipande previamente sumergida en agua o en aceite, cada una de estas porciones es denominada ntanda.

## Consumo
Casi siempre el nshima es consumido acompañado de platillos denominados "relishes": uno a base de proteínas: carne, pollo, pescado, maní, habas; y otro de vegetales, a menudo hojas de colza, hojas de zapallo, hojas de amaranto, hojas de mostaza o repollo. Los acompañamientos con proteína son llamados Ndiyo o Umunani (Zambia) o Ndiwo (Malawi), y los acompañamientos vegetales son llamados masambao "umuto wankondwa" en Zambia. En Malawi, a menudo se lo acompaña con ajíes picantes o condimentos tales como salsas caseras a base de ajíes picantes como ser peri-peri o Kambuzi o salsas comerciales de pimiento picante como la salsa Nali.